# Euphylidorea frosti
Euphylidorea frosti är en tvåvingeart som först beskrevs av Alexander 1961.  Euphylidorea frosti ingår i släktet Euphylidorea och familjen småharkrankar. Inga underarter finns listade i Catalogue of Life.